# Чувяки
Чувяки (адыг. цуакъэ — «обувь») — мягкая кожаная обувь без каблуков, распространённая на Кавказе и в Крыму. Так же называют вообще мягкие открытые туфли без каблуков. Их подразделяют по конструкции заготовки и материалам верха, они могут быть с задним и передним ремнями или без них. Детали верха изготовляют из натуральных и синтетических кож; подошвы могут быть кожаными, резиновыми или пластиковыми.
Представляют собой кожаные тапочки с закрытой пяткой. Встречаются также матерчатые чувяки.
Ранее этот вид обуви носили и мужчины, и женщины народов Кавказа. Изготавливались из кожи буйволов, быков и других животных. Вырезали из кожи кусок, соответствующий размеру ноги, и, проделав петли, перевязывались кожаными ремешками, на манер лаптей, которые носили с вязаными носками.
Чувяки, имеющие промышленное происхождение, обычно производятся из натуральной кожи, подошва — из пористой резины, имеют клеевой метод крепления, тканевую подкладку. В случае кустарно-ремесленного производства — они изготавливаются выворотным методом, в котором подошву с заготовкой скрепляют в вывернутом состоянии, а затем выворачивают лицевой стороной кверху.
В настоящее время чувяки производятся как для фольклорных ансамблей, как часть национальной одежды, так и для работников, работающих в закрытых отапливаемых помещениях: пищевой и лёгкой промышленности, в сфере медицины, торговли, науки и пр.